# Scopula sumpta
Scopula sumpta är en fjärilsart som beskrevs av Louis Beethoven Prout 1913. Scopula sumpta ingår i släktet Scopula och familjen mätare. Inga underarter finns listade.